# 1979 w sztukach plastycznych
Wydarzenia w sztukach plastycznych i wizualnych w 1979 roku.

## Wydarzenia
- Odbyły się XVII Międzynarodowe Spotkania Artystów, Naukowców i Teoretyków Sztuki w Osiekach.
- Powstanie hiszpańskiego duetu malarskiego Costus[1]
- Marek Janiak, Andrzej Kwietniewski, Adam Rzepecki, Andrzej Świetlik i Andrzej Wielogórski założyli grupę artystyczną Łódź Kaliska[2]
- W Warszawie zamknięto Galerię Remont

## Malarstwo
- Antonio Saura

Ukrzyżowanie
- Hans Rudolf Giger

Erotomechanika V
Erotomechanika VI

## Plakat
- Jan Młodożeniec

plakat do filmu Samotny detektyw McQ – format A1
Clown with a Trumpet (Klown z trąbką) – plakat cyrkowy, format B1
Horse (Koń) – plakat cyrkowy, format B1
Clown With a Sling (Klown z procą) – plakat cyrkowy, format B1
- Franciszek Starowieyski

plakat do filmu Golem – format B1
plakat do sztuki teatralnej Trzema krzyżykami – format B1
plakat do sztuki teatralnej Wojna chłopska – format B1

## Nagrody
- Nagroda im. Jana Cybisa – Rajmund Ziemski
- World Press Photo – Sadayuki Mikami[9]

## Urodzeni
- Wojciech Bąkowski – polski artysta
- Bianka Rolando – polska malarka i pisarka
- 12 stycznia – Pola Dwurnik, polska malarka, rysowniczka, graficzka, kuratorka

## Zmarli
- Anna Dobrzańska (ur. 1890), polska rzeźbiarka i malarka
- 4 stycznia – Zygmunt Majerski (ur. 1909), polski architekt
- 9 stycznia – Pier Luigi Nervi (ur. 1891), włoski architekt
- 13 stycznia – Eugeniusz Geppert (ur. 1890), polski malarz
- 22 stycznia – Józef Skrobiński (ur. 1910), polski malarz
- 1 lutego – Hans Richter, niemiecki artysta, twórca i teoretyk ruchu dada
- 10 maja – Antun Augustinčić (ur. 1900), chorwacki rzeźbiarz
- 30 czerwca – Jan Wałach (ur. 1884), grafik, malarz i rzeźbiarz
- 19 lipca – Adomas Varnas (ur. 1879), litewski artysta malarz, grafik, fotograf
- 25 sierpnia - Jean Rouppert (ur. 1887), francuski malarz i rzeźbiarz
- 30 września – Hilary Krzysztofiak (ur. 1926), polski malarz, grafik